# 诺罗敦·施里武
诺罗敦·施里武亲王（1951年6月8日—），柬埔寨政治人物。他是国王诺罗敦·苏拉玛里特的第三子，也是西哈努克的同父异母弟。
施里武亲王是奉辛比克党的党员。1993年至1994年担任外交大臣。1995年11月，因具有暗杀副首相洪森的嫌疑而被逮捕，后在西哈努克国王介入下流亡巴黎。翌年，被金边市法院缺席判处十年监禁。1998年大选之后，施里武亲王等五人获得特赦。翌年归国，被西哈努克任命为最高枢密院顾问。
2004年至2006年期间担任柬埔寨副首相兼内政大臣，与韶肯并列。2006年3月，柬埔寨进行宪法修正，取消并列大臣制度，他于3月2日被解除内务大臣职务，21日又被解除副首相的职务。
2010年5月5日，施里武亲王被西哈莫尼国王任命为宪法委员会委员，任期九年，至2019年6月15日结束。

## 荣誉

### 外国勋章奖章
- 旭日大绶章（日本，2019年5月21日公布[1]）